# Сердюк Зиновій Степанович
Зиновій Степанович Сердюк (нар. 29 травня 1927, с. Гаї-Шляхтинецькі, нині Гаї-Шевченківські Тернопільського району Тернопільської області - пом. 5 листопада 2021, с. Гаї-Шевченківські Байковецької сільської громади Тернопільського району) — учасник національно-визвольних змагань, літератор, громадський діяч. Орден «За заслуги» 3-го ступеня (2009).

## Життєпис
Навчався у Бережанському педагогічному училищі (1944-1945). Від травня 1945 — в УПА. Заарештований, засуджений на 10 років позбавлення волі й 5 років обмеження прав. Покарання відбував у вугільних копальнях Воркути (нині Республіка Комі, РФ). Звільнений у 1954 році.
Від 1955 року працював у будівельних організаціях. Співголова Тернопільської районної спілки політв'язнів і репресованих (від 1993).

## Творчість
Автор збірок поезій:
- «Нескорені в боях і у темницях» (1997);
- «З Україною в серці» (1998),
- «Навічно в пам'яті» (2001);
- «Незламні духом» (2002);
- «Армія століття» (2002);
- «В борню покликані сумлінням» (2003);
- «Біль і гнів» (2004);
- «Армія безсмертних» (2004);
- «Що хвилюватиме повік» (2005);
- «З Богом крізь життя» (2005);
- «Той час буремний» (2006);
- «Завжди в напруженні» (2007);
- «Більшої любові нема…» (2011);
- «Бо настав такий час» (2012).

## Джерело
- І. Дем'янова. Сердюк Зиновій Степанович // Тернопільський енциклопедичний словник : у 4 т. / редкол.: Г. Яворський та ін. — Тернопіль : Видавничо-поліграфічний комбінат «Збруч», 2008. — Т. 3 : П — Я. — 708 с. — ISBN 978-966-528-279-2. — С. 249.